# Einkaufspark

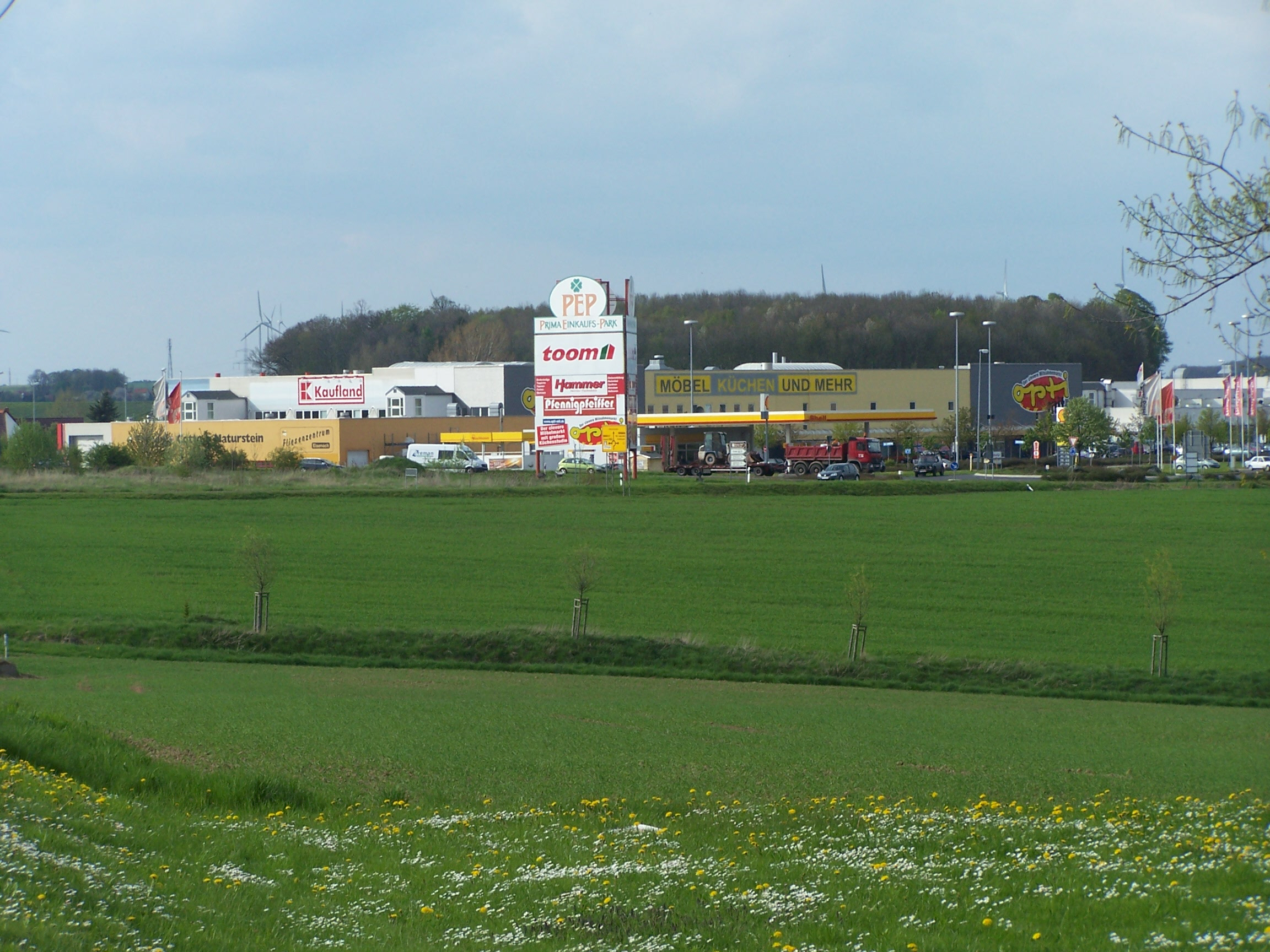
Gewerbegebiet und Einkaufspark Eisenach

Einkaufspark, auch Einkaufszentrum, Handelspark, und ähnlich nennt man ein Gewerbegebiet, das für Betriebsniederlassungen des Handels vorgesehen ist.

## Grundlagen
Einkaufsparks konzentrieren Einzelhandelsgeschäfte, wie Verbrauchermärkte (überwiegend Lebens- und Genussmittel), Warenhäuser, Supermärkte (Großgeschäfte), C&C-Märkte, Fachmärkte, Bau-, Möbel- oder Gartenmärkten, sowie Shoppingcenters (Einkaufszentren im engeren Sinne, die von einem einzelnen Betreiber zur Geschäftslokalmiete angeboten werden) mit Dienstleistungsbetriebe unterschiedlicher Branchen.
Neben Effizienz durch räumliche Nähe unterschiedlicher Angebote, etwa für Lebensmittel, Bekleidung, Inneneinrichtung – für den Kunden wie als Synergie für die Anbieter – kommt das auch einem modernen Bedürfnis nach attraktivem Einkaufserlebnis nach, so etwa Gastronomie, Wellness oder Veranstaltungsorte für ein Verweilen nach Geschäftsschluss.

Sonderformen sind etwa branchenspezifische Fachmarktzentren.
Einkaufsparks können einzelne, gemeinsam betriebene Shoppingcenter sein (eine betriebsorganisatorische, funktionelle oder wirtschaftsstrukturelle Einheit bilden), aber auch unterschiedliche Firmen, die sich etwa die Parkplatzinfrastruktur (Parkflächen, Tiefgaragen), Zugänge, und andere Freiflächen gemeinsam teilen (mehrere Handelsbetriebe, die in einem räumlichen Naheverhältnis zueinander stehen).
Die Ausweisung eines Gewerbegebiets für Geschäftsbauten von Handelsbetrieben dient in der Raumordnung der Gemeinden dazu, regelnd in die Geschäftslandschaft einzugreifen. Neben den unbedingt notwendigen Begleitmaßnahmen wie guter Verkehrsanbindung und umfangreichem Parkraum umfasst das – besonders im ländlichen Raum – oft auch Einschränkungen der Größe der Verkaufsflächen, um das wirtschaftliche Gleichgewicht im Raum zu bewahren, und den Maßgaben der örtlichen Gemeindeentwicklungs- und Regionalentwicklungsprogramme zu genügen. Die Widmung fällt unter Bauleitplanung: Sie soll Verkehrsströme lenken und das gewachsene Stadt- und Ortsbild bewahren, und Zersiedlung durch Konzentration vorbeugen. Daher sind Einkaufsparks ein typisches Phänomen der Suburbanisierung, des Speckgürtels einer Stadt oder eines Orts.

Daneben stehen dahinter auch konkrete wirtschaftspolitische Absichten, die die kleingewerbliche Struktur vor dem Verdrängungswettbewerb durch Großanbieter schützen, aber auch in der Strukturentwicklung ortsnahe Arbeitsplätze schaffen.

## Nationales

### Österreich
Der Flächenwidmungsplan und der Bebauungsplan, in denen die Bebauung und Nutzung festgelegt wird, sind in den Bau- und Raumordnungs-Gesetzen der Länder festgelegt.
Hier wird der Einkaufspark – ab einer gewissen Größe – speziell Einkaufszentrum, oder als Ausweisung Gebiet für Geschäftsbauten, Gebiet für Handelsbetriebe und ähnlich genannt. Solche Gelände sind insbesondere für den überörtlichen Bedarf vorgesehen (regionale Zentralorte) und unterliegen allgemein recht strengen Vorschriften. Nicht unter dem Begriff fallen meist Handelsbetriebe etwa ausschließlich für Fahrzeuge, Maschinen, Baustoffe, Brennstoffhandel; Baumschulen, Gärtnereien; Auslieferungslager ohne Verkauf, teils auch Verkaufslokale, die der Produktion direkt angeschlossen sind (Schauräume); Messen und Märkte. Für die Größe wird im Allgemeinen die Verkaufsfläche zugrunde gelegt, teils aber auch alle Nebeneinrichtungen wie Parkplätze und Nebenlager miteingerechnet.
Landesspezifische Regelungen:
- Burgenland regelt „für den überörtlichen Bedarf bestimmte Handelsbetriebe“ mit Verkaufsfläche von mehr als 800 m² (Güter verschiedener Warengruppen) bzw. 500 m² (Lebensmittel und andere Waren des täglichen Bedarfs) im Speziellen: Sie sind bewilligungspflichtig und nur in der Landeshauptstadt, den Bezirkshauptorten, Orten über 2.000 Einwohnern oder in Einkaufsorte (unter Berücksichtigung der besonderen Wirtschafts-, Versorgungs- und Tourismusfunktion festgelegt). Das Bauland selbst ist als Geschäfts-, Betriebs-, oder gemischtes Baugebiet gewidmet. (§14d Burgenländisches Raumplanungsgesetz, 1969)[2]
- In Kärnten fallen Einkaufszentren über 600 m² unter eine Sonderwidmung des Geschäftsgebietes sowie in Dorf-, Wohn-, Kurgebieten, wenn sie nicht in einem festgelegten Orts- und Stadtkern gelegen sind. Hier werden solche mit Lebensmittelhandel (Einkaufszentrum der Kategorie I, EKZ I) und ohne (Einkaufszentrum der Kategorie II, EKZ II; Möbelhandel und Brennstoffhandel ab 2500 m²) unterschieden. (§8(7–8c) Kärntner Gemeindeplanungsgesetz 1995 – K-GplG)[3]
- Niederösterreich erlaubt Handelsbetriebe im geschlossenen Ortsgebiet bis 1000 m², außerhalb davon nur 80 m², nur in ausgewiesenen Zentrumszonen (Bauland-Widmungsart Kerngebiet) kann eine zusätzliche Widmung Gebiet für Handelseinrichtungen erfolgen, durch die keine Beschränkungen hinsichtlich der Verkaufsfläche oder Bruttogeschossfläche bestehen. (§17 Nö. Raumordnungsgesetz – ROG 1976)[4]
- In Oberösterreich sind Gebiete für Geschäftsbauten vorgesehen für Handelsbetriebe, deren Gesamtverkaufsfläche mehr als 300 m², in ausgewiesenen Kerngebieten 1.500 m², beträgt. Sie dürfen ausschließlich in Gebieten mit Sonderwidmungen im Bauland errichtet werden, und „ihre Gesamtverkaufsfläche darf das im Flächenwidmungsplan festgelegte Höchstausmaß nicht übersteigen.“ Überstiege die Fläche die ortsübliche Größe, kann von der Baubehörde etwa auf ein gewisses Branchenangebot eingeschränkt werden. (§21(2)10, §23(3), §24 Oö. Raumordnungsgesetz 1994 – Oö. ROG)[5]
- Salzburg kennt zwei speziellere Klasse: Hier fällt Einzelhandelsnutzung unter Betriebsgebiet (BE) oder Gewerbegebiet (GG), bauliche Anlagen über 300 m² Verkaufsfläche sind nur in speziell gekennzeichneter Zonierung möglich (Zonen von Flächen für Einzelhandelsnutzungen in Betriebs- oder Gewerbegebieten); Handelsgroßbetriebe unterliegen überhaupt speziellen Bestimmungen und Widmung (Gebiet für Handelsgroßbetriebe HG), sind aber auch im Erweiterten Wohngebiet bzw. Gewerbegebiet zulässig ist (§30(1)10, §32, §39(3) Raumordnungsgesetz 1998 – ROG)[6]
- Die Steiermark legt zwei Kategorien fest: Einkaufszentren 1 (die in ihrem Warensortiment Lebensmittel führen) und Einkaufszentren 2 (keine Lebensmittel). Sie gelten ab 800 m² und werden nur in der Kernstadt Graz, den regionalen Zentren und teilregionalen Versorgungszentren mit mehr als 5000 Einwohnern zugelassen. Einkaufszentren 1 dürfen nicht mehr als 100 m vom betreffenden Kerngebiet entfernt sein. „Ausreichende Bedienungsqualität“ durch öffentlichen Personennahverkehr (ÖPNV) ist Voraussetzung. (§30(1)6, §31(5) Steiermärkisches Raumordnungsgesetz 2010 – StROG)[7]
- In Tirol sind Handelsbetrieben mit einer Kundenfläche von mehr als 300 m² außer in Kernzonen nur auf Sonderflächen für Handelsbetriebe zulässig, Einkaufszentren im engeren Sinne prinzipiell nur auf Sonderflächen für Einkaufszentren, und werden durch spezielle Raumordnungsprogramme für Einkaufszentren der überörtlichen Raumordnung geplant. Ausgenommen sind nur Handelsbetriebe für Kraftfahrzeuge und -zubehör. Unterschieden werden die Betriebstypen A (Kleingebinde, wie Lebensmittel, Drogeriebedarf usw.) und B (nur unter Verwendung eines Kraftfahrzeuges abtransportierbar). Die zulässige Gesamtgröße hängt von Typ und Einwohnerzahl des Standorts ab und liegt zwischen 600 und 2000 m² bei Typ B nur in Innsbruck. (§48a, §49, §8 Tiroler Raumordnungsgesetz 2011)[8]
- Vorarlberg behandelt den Fall als Besondere Fläche für Einkaufszentrum oder Sonstige Handelsbetriebe, die im Kerngebiet oder nach einem Landesraumplan in der betreffenden Gemeinde zulässig sind. Das kann auch auf Waren des täglichen oder nicht täglichen Bedarfs eingeschränkt sein und gilt für erstere ab 600, zweitere ab 1500 m². (§15, 15a Raumplanungsgesetz)[9]
- In Wien ist ein Bauvorhaben als Einkaufszentrum über 2500 m² nur auf Wohn-, gemischtem Bau- oder Industriegebiet oder an Geschäftsstraßen laut Bebauungsplan möglich, und kann „zur Sicherung der räumlich funktionellen Nahebeziehungen, der zeitgemäßen Bedürfnisse und der sozialen Struktur der Bevölkerung“ oder in „Wechselwirkungen auf andere Einkaufszentren und Geschäftsstraßen sowie auf die Nahversorgung“ in Größe oder auf Fachmärkte eingeschränkt werden. (§7c, §5(4)c Bauordnung für Wien)[10]